# Taira no Sadafumi
Taira no Sadafumi (平貞文; 872 – 13 novembre 923) è stato un poeta giapponese waka del primo periodo Heian.
Il suo nome è incluso negli elenchi antologici del Chūko Sanjūrokkasen.

## Biografia
Era il pronipote dell'imperatore Kanmu e suo padre era Taira no Yoshikaze, uno dei membri fondatori del clan Taira.
Nell'874, lui e suo padre rinunciarono alla loro discendenza imperiale e divennero cittadini comuni, prendendo il cognome Taira e scendendo allo stato di suddito.
Nell'891 fu nominato udoneri e nel 906 fu promosso a jugoi. Successivamente fu nominato ciambellano e nel 922 fu promosso a shōgoi. Morirà facendo il cortigiano l'anno successivo, all'età di 50 anni.

## Opera poetica
Come autore di poesie waka, presieduto tre concorsi. Nove sue poesie furono incluse nell'antologia imperiale Kokin Wakashū. Ha avuto rapporti artistici con altri poeti come Ki no Tsurayuki, Mibu no Tadamine, Ōshikōchi Mitsune, Ariwara no Motokata, tra gli altri. Per lo stile gradevole delle sue poesie, fu soprannominato Heichū (平中) ed è considerato il protagonista del racconto poetico Heichū Monogatari, scritto da un anonimo in epoca Heian.
Nessuna sua raccolta personale di poesie è sopravvissuta fino ai giorni nostri, ma ventisei sue poesie sono state selezionate per essere incluse in varie antologie di poesia imperiale.